# Hatari

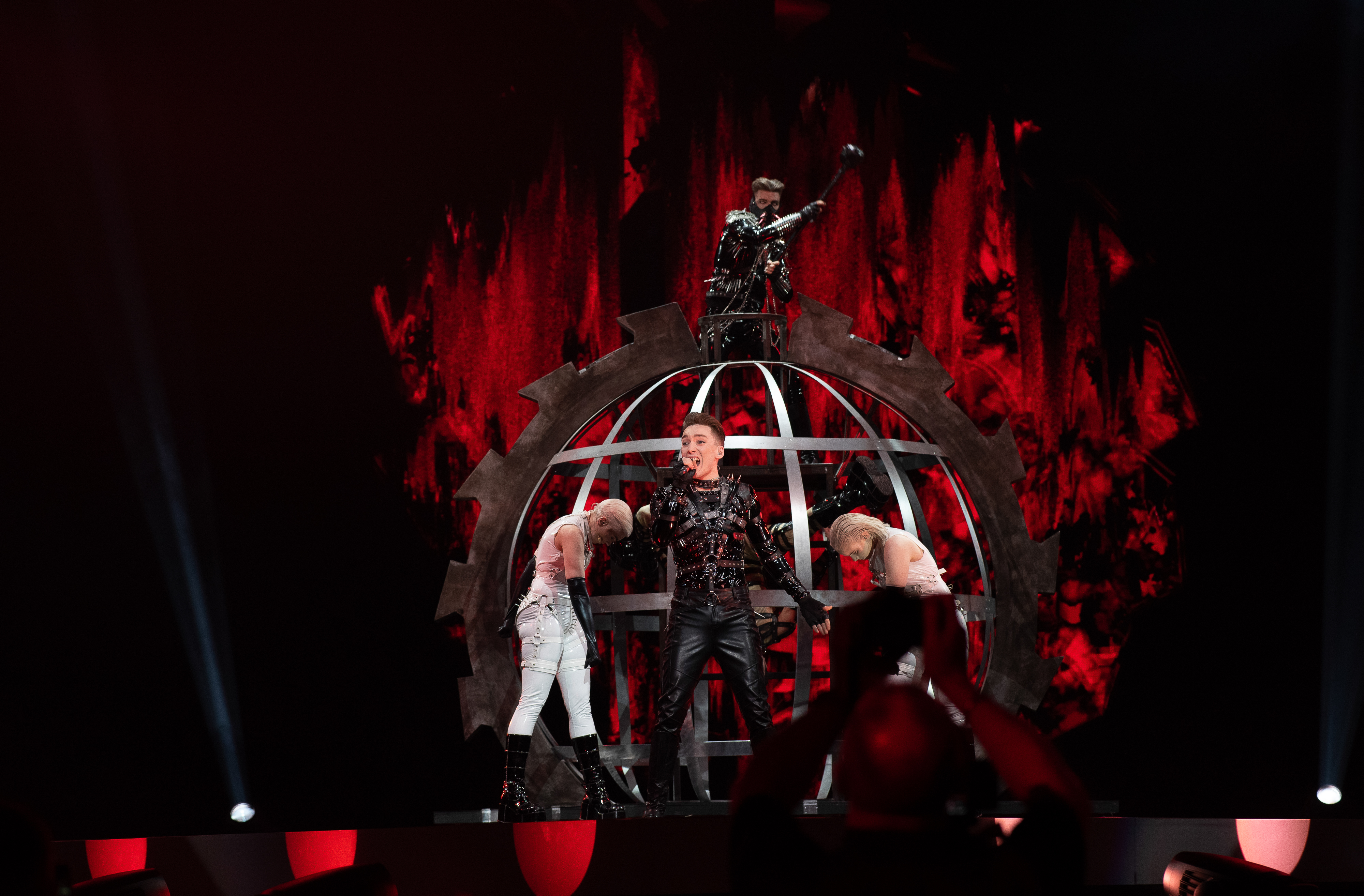
Hatari i maj 2019.

Hatari (svensk översättning: hatare) är ett isländskt synth- och EBM-band med inslag av techno. Bandet kommer från Reykjavik och består av Klemens Nikulásson Hannigan, Matthías Tryggvi Haraldsson och Einar Hrafn Stefánsson. Hatari representerade Island i Eurovision Song Contest 2019 med sin låt "Hatrið mun sigra". Låten slutade på en 10:e plats i finalen.

## Diskografi

### Studioalbum
- Neyslutrans (2020)

### EP
- Neysluvara (2017)

### Singlar
- Spillingardans (2019)
- Hatrið mun sigra (2019)
- Klefi/صامد feat. Bashar Murad (2019)
- Klámstrákur (2019)